# Lipí
Lipí település Csehországban, a České Budějovice-i járásban. Lipí Hradce, Vrábče, Závraty, Habří, Homole és Dubné településekkel határos. Lakosainak száma 679 fő (2024. január 1.).

## Népesség
A település lakosságának változását az alábbi diagram mutatja:
| Lakosok száma | 549  | 577  | 541  | 429  | 455  | 537  | 629  | 646  | 667  | 679  |
|               | 1869 | 1890 | 1921 | 1950 | 1980 | 2001 | 2017 | 2019 | 2022 | 2024 |